# Sansha Wan
Sansha Wan (kinesiska: 三沙湾) är en vik i Kina. Den ligger i provinsen Fujian, i den sydöstra delen av landet, omkring 80 kilometer nordost om provinshuvudstaden Fuzhou.
Genomsnittlig årsnederbörd är 2 105 millimeter. Den regnigaste månaden är augusti, med i genomsnitt 322 mm nederbörd, och den torraste är oktober, med 52 mm nederbörd.